# Nuoto 2000 Napoli
Il Nuoto 2000 Napoli è una società di nuoto e pallanuoto di Napoli.

## Storia
Fondata nel 2000, come suggerisce il nome, la società ha sempre promosso l'attività sportiva acquatica sia in ambito maschile che femminile. L'avvento del settore pallanuoto ha visto la partecipazione della squadra femminile al campionato di Serie C, guidata in panchina dal Presidente e fondatore della società, Nicola Lucarelli. A metà degli anni 2000, la formazione disputa il campionato di Serie B femminile di pallanuoto e ripetutamente sfiora l'accesso ai play-off per la promozione in Serie A2. Nel 2009 la guida tecnica della squadra femminile passa a Bianca Pirone, che la conduce per due anni consecutivi ai play-off per la promozione in Serie B e nel 2010 viene promossa in Serie B, cui prenderà parte per due anni. Nel 2012, tuttavia, la squadra femminile è stata sciolta. 
Il settore maschile, invece, nei primi anni di vita della società si è concentrato principalmente nell'attività giovanile. Nel 2009 la squadra viene allenata da Enzo Copponi, che fallisce il primo tentativo di promozione dalla Serie D alla Serie C; nel 2010 prende la guida della squadra Carlo Varriale, che riesce a raggiungere la promozione nel 2011, classificandosi al 2º posto nel campionato di Serie D. Nel 2013 Luca Gagliotta prende il posto di Carlo Varriale alla guida della squadra in Serie C. Nel 2015 la squadra vince il campionato di Serie C e viene promossa per la prima volta nella sua storia in Serie B. Nel 2015 la squadra è allenata da Andrea Scotti Galletta che conduce la squadra al risultato più importante della sua storia: il piazzamento al 4º posto nel girone 3 del campionato Nazionale di serie B. L'anno successivo l'allenatore è Vincenzo Palmentieri che non riesce ad evitare la retrocessione in C dopo la sconfitta ai play-out con il Tyrsenia. Dopo la retrocessione in Serie C, la società decide di operare una profonda rifondazione per puntare nuovamente alla promozione in Serie B, affidando la panchina a Fabio Galasso che fallisce solo nei play-off nazionali. Nel 2018 la squadra allenata da Dario Gulemì non riesce ad andare oltre il quarto posto e così nel 2019 la panchina è stata affidata ad Elio Scongnamiglio.  Nel campionato 2022-2023 è arrivata a disputare le semifinali play-off per la promozione in Serie A2.

## Rosa 2019-2020
| N° |                   | Ruolo | Giocatore             |
| -- | ----------------- | ----- | --------------------- |
| 1  | Italia (bandiera) | P     | Pasquale Fuorto       |
|    | Italia (bandiera) | P     | Giuseppe Ricci        |
| 2  | Italia (bandiera) | D     | Giuseppe Briganti     |
| 5  | Italia (bandiera) | D     | Vincenzo Di Carluccio |
| 11 | Italia (bandiera) | D     | Luigi Di Costanzo     |
| 13 | Italia (bandiera) | D     | Antonio Barbato       |
| 10 | Italia (bandiera) | D     | Pasquale Nina         |

| N° |                   | Ruolo | Giocatore         |
| -- | ----------------- | ----- | ----------------- |
| 9  | Italia (bandiera) | A     | Mirko Lucarelli   |
| 12 | Italia (bandiera) | A     | Francesco Barbato |
| 4  | Italia (bandiera) | A     | Ciro Ruocco       |
| 8  | Italia (bandiera) | A     | Roberto Amato     |
| 6  | Italia (bandiera) | A     | Renato Di Martire |
| 3  | Italia (bandiera) | A     | Andrea Paglietta  |
| 5  | Italia (bandiera) | CB    | Corrado Severino  |

### Staff
- Allenatore:  Elio Scognamiglio
- Presidente:  Nicola Lucarelli
- Direttore Sportivo:  Massimo Grillo
- Team Manager:  Claudio Guida
- Ufficio Stampa & Comunicazione:  Giuseppe Ricci